# Lấy chiến tranh nuôi chiến tranh
"Lấy chiến tranh nuôi chiến tranh" là thuật ngữ sử dụng trong lĩnh vực quân sự. Chiến lược quân sự này mô tả việc khai thác và chu cấp nguồn lực chiến tranh cho quân đội chủ yếu từ các nguồn lực của các vùng lãnh thổ bị chiếm đóng.

## Thuật ngữ
Thuật ngữ này được sử dụng bởi chính phủ Việt Nam Dân chủ Cộng hòa trong chiến tranh Đông Dương, để chỉ trích một trong những cách thức tiến hành chiến tranh của Pháp.
Ở phương Tây, tên gọi chiến lược này xuất phát từ một thuật ngữ Latin là Bellum se ipsum alet, nghĩa là "Cuộc chiến tự nuôi dưỡng" (trong tiếng Anh), hoặc Bellum se ipsum alit (trong tiếng Anh với nghĩa tương tự, trong tiếng Pháp: "Cuộc chiến phải tự ăn"). Loại chiến lược này đã được sử dụng từ lâu trong lịch sử quân sự của Châu Âu.
Bellum se ipsum alit được ghi nhận lần đầu tiên trong lịch sử phương Tây bởi Titus Livius (Livy) (59 TCN - 17 SCN) trong quyển sách của ông, tựa đề Ab Urbe Condita Libri.

## Cách thức

### Khai thác nhân lực
_Đôn quân bắt lính.
_Cưỡng bức, bóc lột lao động.

### Khai thác vật lực
_Thực phẩm.
_Nhà ở.
_Thuế
_Xăng dầu.
_Xe cộ.
_Máy móc các loại.

## Trường hợp điển hình
Khai thác nguồn lực tại chỗ:
- Bá tước Tilly Johann Tserclaes (1559 - 1632), nguyên soái các lực lượng quân sự của Liên đoàn Công giáo trong cuộc Chiến tranh Ba mươi năm. Từ năm 1620-1631, ông đã có một chuỗi chiến thắng quan trọng chưa từng có chống lại các lực lượng Tin Lành, ông được ghi nhận là đã thực thi Bellum se ipsum alit trên lãnh thổ Đức và Đan Mạch bị chiếm đóng vào năm 1623.

Mang nguồn lực từ vùng chiếm đóng này sang vùng chiếm đóng khác:
- Trong chiến tranh thế giới II, trước khi tấn công Liên Xô, Đức Quốc xã đã chiếm đóng các nước vùng Trung Âu và Đông Âu, kho tàng vũ khí của Tiệp Khắc, Pháp và những mỏ dầu ở Rumani đã củng cố mạnh mẽ cho năng lực chiến tranh của Quân đội Đức Quốc xã.